# Ronnie Taylor
Ronald Josiah Taylor, detto Ronnie (Hampstead, 27 ottobre 1924 – Ibiza, 3 agosto 2018), è stato un direttore della fotografia inglese, vincitore di un premio Oscar per Gandhi.
Ha vinto l'Oscar alla migliore fotografia per Gandhi di Richard Attenborough assieme a Billy Williams, avendo spesso collaborato sia con lui che con Dario Argento.

## Filmografia

### Cinema
- Tommy, regia di Ken Russell (1975)
- Messaggi da forze sconosciute (The Silent Flute), regia di Richard Moore (1978)
- Gandhi, regia di Richard Attenborough (1982)
- Avventurieri ai confini del mondo (High Road to China), regia di Brian G. Hutton (1983)
- Chorus Line (A Chorus Line), regia di Richard Attenborough (1985)
- Medico per forza (Foreign Body), regia di Ronald Neame (1986)
- Grido di libertà (Cry Freedom), regia di Richard Attenborough (1987)
- Opera, regia di Dario Argento (1987)
- Gli esperti americani (The Experts), regia di Dave Thomas (1989)
- Seduzione pericolosa (Sea of Love), regia di Harold Becker (1989)
- Il ladro dell'arcobaleno (The Rainbow Thief), regia di Alejandro Jodorowsky (1990)
- Il fantasma dell'Opera, regia di Dario Argento (1998)
- Non ho sonno, regia di Dario Argento (2001)

### Televisione
- Il mastino di Baskerville (The Hound of the Baskervilles), regia di Douglas Hickox - film TV (1983)
- Nairobi Affair, regia di Marvin J. Chomsky - film TV (1984)
- Good King Wenceslas, regia di Michael Tuchner - film TV (1994)